# Saison 2019-2020 de l'Union sportive Orléans Loiret football
Maillots
Chronologie
Saison précédente Saison suivante
La saison 2019-2020 de l'Union sportive Orléans Loiret football, club de football français, voit le club évoluer en Ligue 2 pour la 4e saison consécutive.
Le club joue cette saison sans Karim Ziani, au club depuis trois saisons et ancien capitaine. L'ancien international algérien décide de ne pas prolonger sa carrière sportive. Il reste cependant au club en tant qu’éducateur au Centre de Formation.

## Équipe professionnelle

### Tableau des transferts
Les transferts du club sont marqués par onze départs pour autant d'arrivées. Si les départs sont particulièrement concentrés sur des équipes de Ligue 2, les joueurs arrivant au club cette saison sont majoritairement issues des niveaux inférieurs (National, National 2 et National 3).
Si les départs à la retraite de Karim Ziani et Pierre Bouby marquent le début des transferts, la fin des transferts est marquée par le départ en fin de contrat de l'ancien espoir Anthony Le Tallec. Les deux parties ne s'étant pas entendues pour une poursuite de l'aventure, le joueur quitte le club pour rejoindre le FC Annecy évoluant en National 2).
| Nom               | Nationalité         | Poste     | Transfert       | Fin du contrat | Provenance/Destination       | Division   |
| ----------------- | ------------------- | --------- | --------------- | -------------- | ---------------------------- | ---------- |
| Arrivées          |                     |           |                 |                |                              |            |
| Alioune Ba        | France              | Défenseur | Transfert       | 2020           | Stade lavallois              | National   |
| Joris Correa      | France              | Attaquant | Fin de contrat  | 2022           | FC Chambly Oise              | Ligue 2    |
| Tidiane Keïta     | France              | Milieu    | Transfert       | 2022           | US Colomiers                 | National 2 |
| Fulgency Kimbembe | République du Congo | Milieu    | 1er contrat Pro | 2022           | US Orléans rés.              | National 3 |
| Stéphane Lambese  | France              | Défenseur | Transfert       | 2022           | Stade lavallois              | National   |
| Arnaud Luzayadio  | France              | Défenseur | Transfert       | 2022           | Paris Saint-Germain rés.     | National 2 |
| Alex Marchadier   | France              | Défenseur | Transfert       | 2022           | Moulins Yzeure Foot          | National 2 |
| Nicolas Saint-Ruf | France              | Défenseur | Fin de contrat  | 2022           | AS Nancy-Lorraine            | Ligue 2    |
| Issa Soumaré      | France              | Attaquant | Transfert       | 2023           | Génération Foot              | Ligue 1    |
| Vincent Thill     | Luxembourg          | Milieu    | Prêt            | 2020           | FC Metz                      | Ligue 2    |
| Jérémy Vachoux    | France              | Gardien   | Fin de contrat  | 2022           | RC Lens                      | Ligue 2    |
| Edouard Butin     | France              | Attaquant | Fin de contrat  | 2020           | Stade brestois 29            | Ligue 2    |
| Prolongations     |                     |           |                 |                |                              |            |
| Cédric Cambon     | France              | Défenseur | Prolongation    | 2021           | -                            | -          |
| Départs           |                     |           |                 |                |                              |            |
| Durel Avounou     | République du Congo | Milieu    | Retour de prêt  | -              | SM Caen                      | Ligue 2    |
| Pierre Bouby      | France              | Milieu    | Fin de contrat  | -              | Retraite                     | -          |
| Ousmane Cissokho  | Sénégal             | Attaquant | Fin de contrat  | -              | AS Nancy-Lorraine            | Ligue 2    |
| Fahd El Khoumisti | France              | Attaquant | Prêt            | -              | Le Puy Foot                  | National   |
| Steve Furtado     | France              | Défenseur | Transfert       | -              | Albacete Balompié            | LaLiga 2   |
| Gauthier Gallon   | France              | Gardien   | Fin de contrat  | -              | Nîmes Olympique              | Ligue 1    |
| Fulgency Kimbembe | République du Congo | Milieu    | Prêt            |                | Saint-Pryvé Saint-Hilaire FC | National 2 |
| Anthony Le Tallec | France              | Attaquant | Fin de contrat  | -              | FC Annecy                    | National 2 |
| Quentin Lecoeuche | France              | Défenseur | Retour de prêt  | -              | FC Lorient                   | Ligue 2    |
| Adrien Monfray    | France              | Défenseur | Fin de contrat  | -              | Grenoble Foot 38             | Ligue 2    |
| Jordan Tell       | France              | Attaquant | Retour de prêt  | -              | Stade rennais FC             | Ligue 1    |
| Karim Ziani       | Algérie             | Milieu    | Fin de contrat  | -              | Retraite                     | -          |

| Nom      | Nationalité | Poste | Transfert | Fin du contrat | Provenance/Destination | Division |
| -------- | ----------- | ----- | --------- | -------------- | ---------------------- | -------- |
| Arrivées |             |       |           |                |                        |          |
| Départs  |             |       |           |                |                        |          |

## Résumé de la saison

### Matchs amicaux
Le club réalise un nombre important de matchs amicaux, enchaînant trois matchs en quatre jours lors de la fin de leur préparation. Les résultats sont globalement positifs, notamment contre les adversaires directs de Ligue 2, à l'exception de la défaite face au Chamois niortais FC.
Le bilan est 4V-3D, dont 3V-1D contre les futurs adversaires de Ligue 2.

### Championnat de Domino's Ligue 2

#### Matchs allers
Alors que les matchs de préparation semblait montrer une équipe prête contre ses adversaires directs, le début de saison du club est marqué par une succession de défaites ou de nuls. Après 7 journées, le club ne compte que trois points pour autant de matchs nuls et quatre défaites. L'attaque de l'équipe manque particulièrement d'efficacité et reste muette pendant six rencontre. 
La seule exception du début de saison pour l'attaque se déroule face au promu du Rodez Aveyron Football où les orléanais marqueront par trois fois.
Orléans obtient sa 1re victoire lors du déplacement à Troyes pour la 9e journée (1-2). Ce succès n'est pourtant pas confirmé la semaine suivante. L'équipe s'incline lourdement à domicile (1-4) face au RC Lens.
Sans victoire lors des journées suivantes, les joueurs de l'US Orléans se déplace à Caen pour le compte de la 13e journée. L'équipe s'incline pour la 6e fois et descend pour la 1re fois de la saison à la 19e place du classement générale et position de relégable. 

#### Classement
Extrait du classement de Domino's Ligue 2 2019-2020 :
| Rang | Équipe              | Pts | J  | G | N | P  | Bp | Bc | Diff | Qualification ou relégation |
| ---- | ------------------- | --- | -- | - | - | -- | -- | -- | ---- | --------------------------- |
| 16   | Rodez AF P          | 32  | 28 | 8 | 8 | 12 | 31 | 34 | −3   |                             |
| 17   | Paris FC            | 28  | 28 | 7 | 7 | 14 | 22 | 40 | −18  |                             |
| 18   | Chamois niortais FC | 26  | 28 | 6 | 8 | 14 | 30 | 41 | −11  |                             |
| 19   | Le Mans FC P (R)    | 26  | 28 | 7 | 5 | 16 | 30 | 45 | −15  | Relégation en National      |
| 20   | US Orléans (R)      | 19  | 28 | 4 | 7 | 17 | 21 | 43 | −22  | Relégation en National      |

#### Affluences par journée
Ce graphique représente le nombre de spectateurs présents au Stade de la Source lors de chaque match à domicile.
* : Affluence communiquée par le club à domicile mais non validée par le service « Stades » de la LFP, ou journée de championnat pas encore disputée intégralement

### Coupe de France
Pour son entrée en lice, les orléanais se déplacent en région parisienne pour affronter le Villemomble Sports, clubs de Régional 2.